# سیهاوسز
سیهاوسز (به انگلیسی: Seahouses) یک روستا در بریتانیا است که در نورث ساندرلند واقع شده‌است. سیهاوسز ۱٬۸۰۳ نفر جمعیت دارد.